# عياش الحاج
عيّاش الحاج حسين الجاسم، زعيم ومجاهد سوري من مدينة دير الزور، بدأ النضال المسلح ضد المستعمر الفرنسي في محافظة دير الزور عام 1925 تزامناً مع انطلاق الثورة السورية الكبرى في جبل العرب وغوطة دمشق،  حكم عليه الفرنسيون بالنفي إلى مدينة جبلة مع أفراد عائلته بعد إدانتهم بتخطيط وتنفيذ عدة عمليات عسكرية ضد القوات الفرنسية والتي كان آخرها ملحمة عين البو جمعة،  كما حكموا على ابنه الأكبر محمد بالسجن عشرين عاماً في جزيرة أرواد وأعدموا ابنه محمود رمياً بالرصاص مع عدد من المجاهدين الآخرين.
بعد فترة قصيرة من إقامة عائلة عياش الحاج في جبلة استغلت السلطات الفرنسية تردد عياش الحاج على مقهى خارج المدينة ودبرت من دس له السم في قهوته، ومانعت السلطات الفرنسية نقل جثمانه إلى دير الزور لأسباب تتعلق بالأمن العام، ودفن في جبلة في مقبرة جامع السلطان إبراهيم الأدهم، ليتنفس الفرنسيون الصعداء بعد وفاته لأن الحوادث التي كانت تقع في منطقة الفرات، كانت تجري برأيه وأمره وهو في منفاه، وأقيمت صلاة الغائب على روح هذا المجاهد الشهيد في كافة البقاع السورية.

## نسبه
ولد عيّاش الحاج حسين الجاسم في مدينة دير الزور عام 1864،  لعائلة البو عبيد من قبيلة البقارة، والتي يرجع نسبها إلى الإمام محمد الباقر أحد أحفاد أمير المؤمنين علي بن أبي طالب.

## حياته
نشأ عيّاش الحاج في كنف أسرة يُشار إليها بالبنان عند التحدث عن نضالات أهل الفرات ومواقفهم الوطنية عبر مسيرة التاريخ الحديث، لذلك تفتّح عيّاش على هذه الحياة محباً لمدينته ولوطنه، وعاشقاً لمأثوراتها المادية واللامادية، ولهذا كرّس معظم حياته في خدمة مدينته وحمايتها.
عند خروج العثمانيين من منطقة دير الزور ساهم عيّاش الحاج في حماية أهالي دير الزور من الفوضى والفراغ الأمني الذي خلفه غياب السلطة العثمانية فشكل حكومة محلية مع وجهاء دير الزور وترأسها ابن عمه من عشيرة البو عبيد الحاج فاضل العبود عام 1918.
وقام مع السيدان عمر بك العبد العزيز وخلوف العبد الحميد بتأسيس جيش وطني من أبناء المدينة للتصدي لغزو الإنكليز لها واشتبكوا معهم في موقعة الصالحية عام 1919، كما ساهم عيّاش الحاج لوجاهته ومكانته الاجتماعية في حل العديد من النزاعات والثارات بين أهالي دير الزور وبينهم وبين أهالي الريف نظراً لعلاقاته الوطيدة مع عشائر البقارة أبناء عمومته وأصدقاءه المقربين من عشيرة البو سرايا والذين اشتركوا مع أبناءه لاحقاً في تشكيل مجموعات ثورية مسلحة ضد القوات الفرنسية.
حكم عليه الفرنسيون بالنفي إلى مدينة جبلة مع أفراد عائلته عام 1925، كما حكموا على ابنه الأكبر محمد بالسجن عشرين عاماً وأعدموا ابنه محمود رمياً بالرصاص،  بعد إدانتهم بتخطيط وتنفيذ عدة عمليات عسكرية ضد القوات الفرنسية في سورية والتي كان آخرها ملحمة عين البو جمعة عام 1925،  وعند تنفيذ حكم النفي خرج أهالي دير الزور قاطبةً لوداع الزعيم عيّاش الحاج وكتب شاعر الفرات محمد الفراتي في نفي عيّاش الحاج وعائلته يومها:
عند صدور قرار النفي انشد عيّاش الحاج الابيات التالية:
غادر عيّاش مع افراد عائلته إلى منفاهم في مدينة جبلة، حيث احتضنه أهالي المدينة وكانوا موضع احترام تقديراً لرجولتهم ونضالهم ومزاياهم الفاضلة.

## أولاده
تزوج عيّاش الحاج من قمورة العبود (أخت الحاج فاضل عبود رئيس حكومة دير الزور) وأنجب منها سبعة ذكور وثلاث إناث وكان لكلً من أبنائه مكانة بارزة في مدينة دير الزور ومنهم:

### محمد العياش

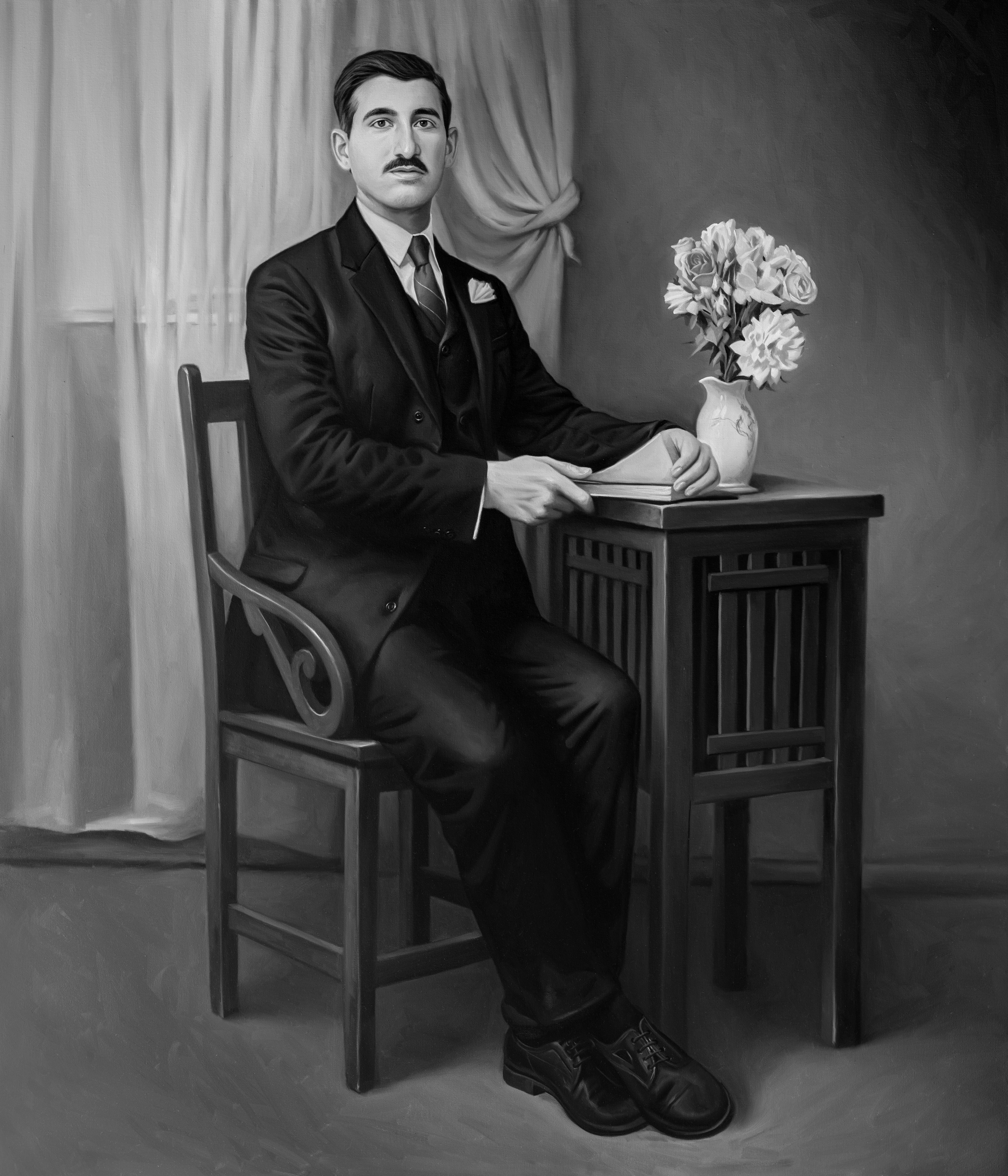
الوجيه محمد بك العياش، دير الزور.

وجيه وسياسي وأديب وعلماً من أعلام السيادة والزعامة في دير الزور، ولد في مدينة دير الزور عام 1894 وانخرط باكراً في العمل السياسي، حيث أسس الحركة الوطنية المناهضة للاستعمار الفرنسي والمطالبة باستقلال سورية مع عدد من رفاقه أمثال الشيخ محمد سعيد العرفي والعلامة ثابت عزاوي، وكان على اتصال دائم بالوطنيين والثوار في جميع المحافظات السورية أمثال الدكتور عبد الرحمن الشهبندر الذي اتفق معه على بدء العمل المسلح في مدينة دير الزور تزامناً مع بدأ الثورة السورية الكبرى في جبل العرب وغوطة دمشق، كما أسس مجموعة ثورية في محافظة دير الزور نفذت العديد من العمليات المسلحة ضد القوات الفرنسية والتي كان من أبرزها ملحمة عين البو جمعة.
حكمه الفرنسيون عام 1925 بالسجن لمدة عشرين عاماً حيث سجن في جزيرة أرواد، وأفرج عنه بعد صدور قرار العفو الفرنسي عام 1937، وتوفي في دير الزور عام 1944.

### محمود العياش (أبو ستيتة)
ولد في دير الزور عام 1898 وعرف بشهامته ورجولته وقد لقبه أهالي دير الزور أبو ستيتة، شكل مجموعة ثورية مع عدد من رفاقه، نفذت العديد من العمليات العسكرية ضد القوات الفرنسية والتي كان من أبرزها ملحمة عين البو جمعة أو ما يسميها الكتاب المعاصرون «دنشواي الفرات».
كان مثالاً في التضحية والاستبسال وسجّل بطولات رائعة في سجل النضال الوطني لرفع علم الوطن عالياً وطرد المحتل وسحقه وتلقينه درساً قاسياً، يسجله التاريخ في صفحاتٍ من ذهب وكلماتٍ من ألماس، وفي الخامس من أيلول عام 1925 أعدم محمود العياش مع أثنا عشر ثائراً من رفاقه، حيث نفذ حكم الإعدام الصادر عن المحكمة العسكرية الفرنسية رمياً بالرصاص في شمال حلب واخترقت أجساد الثوار أربعةً وأربعون طلقة في لمح البصر ليدخلوا في سجل الخالدين مع إخوانهم في بقية مناطق سورية.

### أحمد العياش

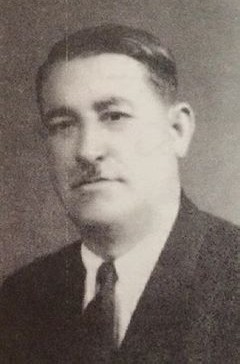
أحمد العياش.

وطني يتمتع بقوة الشخصية وصفات الكرم والشهامة، انتخب رئيساً لنقابة العمال عام 1932 إثر حادثة الميرة، حيث قاد مجموعة من الرجال وكسر الأقفال وفتح مخازن الحبوب للناس والتي كانت تحتكرها فرنسا، وكان يتقدم المظاهرات ضد الفرنسيين وسجن أكثر من مرة لمواقفه الوطنية.

### عبد القادر العياش

الأستاذ عبد القادر العياش.

أحد أعلام مدينة دير الزور ولد عام 1911 في مدينة دير الزور، وعمل قاضياً عقارياً في حلب عام 1936، ثم انتقل إلى معرة النعمان، ثم إلى دير الزور، ثم إلى دمشق قاضياً مفسراً، وفي عام 1941 عين مديراً لمنطقة الباب في حلب قضى فيها سنتين ثم انتقل إلى سلمية، استقال من الوظيفة عام 1943، وعاد إلى ممارسة المحاماة في دير الزور وإلى جانب المحاماة عين محامياً لقضايا الدولة عدة سنوات، كما عين عضواً في المجلس البلدي في دير الزور عام 1944.
أسس نادي البيت الثقافي في دير الزور عام 1944 حيث كان يلقي فيه محاضراته الأدبية والتاريخية ووجه دعوة لمعظم مثقفي الفرات آنذاك، وكان بين المدعوين الشاعر محمد الفراتي الذي ألقى قصيدة في المناسبة مطلعها:
وقد أغلق هذا النادي في زمن حسني الزعيم عام 1948، علماً أنه كان ملكاً للسيد عبد القادر العيّاش ويصرف عليه من ماله الخاص وهو في الأصل (خان ورثه عن والده وأجرى فيه إصلاحات).
وفي عام 1945 أصدر مجلة صوت الفرات على نفقته الخاصة وهي أول مجلة ثقافية شهرية تصدر بدير الزور وقد اقتصرت مقالاتها على التعريف بحضارة وادي الفرات وتاريخ مدنه ووصف اقتصاده وتدوين تراثه الشعبي وإبرازه، كما أسس جمعية العاديات في دير الزور وترأسها عام 1958، وترأس المجلس الأعلى لرعاية الفنون والآداب والعلوم الاجتماعية في الجمهورية العربية المتحدة عام 1961 وبقي فيه يناضل من أجل تدوين حضارة وادي الفرات حيث يقول فيه: «في الوقت الذي توجد المؤلفات والمصنفات العديدة عن وادي النيل ومدنه وخططه لا يوجد أي كتاب عن وادي الفرات وطلبت الاهتمام بإخراج كتيب عن الفرات للتعريف بحضارته»، وكان عضواً في اتحاد الكتاب العرب، والجمعية الجغرافية وجمعية الأبحاث العلمية في جامعة دمشق،  كما أسس أول متحف في مدينة دير الزور عام 1957 وعرف بمتحف التقاليد الشعبية، ولا يزال متحف دير الزور الحالي يضم العديد من المقتنيات الأثرية للأستاذ العيّاش والتي اشتراها من ماله الخاص وأهداها للمتحف.
وقد قامت وزارة الثقافة السورية بطبع معجم المؤلفين السوريين الذي ألفه الأستاذ عبد القادر العيّاش عام 1982، كما أصدرت مديرية التراث الشعبي بالوزارة 3 مختارات من أعماله.

يتحدث عبد القادر عيّاش عن حياته فيقول: 
| عياش الحاج | منذ نيف وأربعين سنة جعلتني النوائب هدفاً لها وما زالت تستهدفني دون أن تهادنني مات أبي في منفاه سنة 1926 وأنا صغير ورمى الفرنسيون أخي برصاصهم ونفيت مع أسرتي أربع سنوات، وفجعت بأخوتي الكبار الخمسة واحداً بعد واحد وبشقيقتي الكبرى وسجنت في قضايا وطنية وفكرية واضطهدت وغمطت ورزئت بموت زوجتي أماً لسبعة أولاد. | عياش الحاج |

توفي في دير الزور عام 1974 بعد أن أغنى المكتبة العربية بأكثر من 117 كتاباً ومؤلفاً في مجال التاريخ والفولكلور والأدب، وقد وصفه الرئيس حافظ الأسد في برقية العزاء التي أرسلها لذويه بفقيد الوطن.

## ملحمة عين البو جمعة

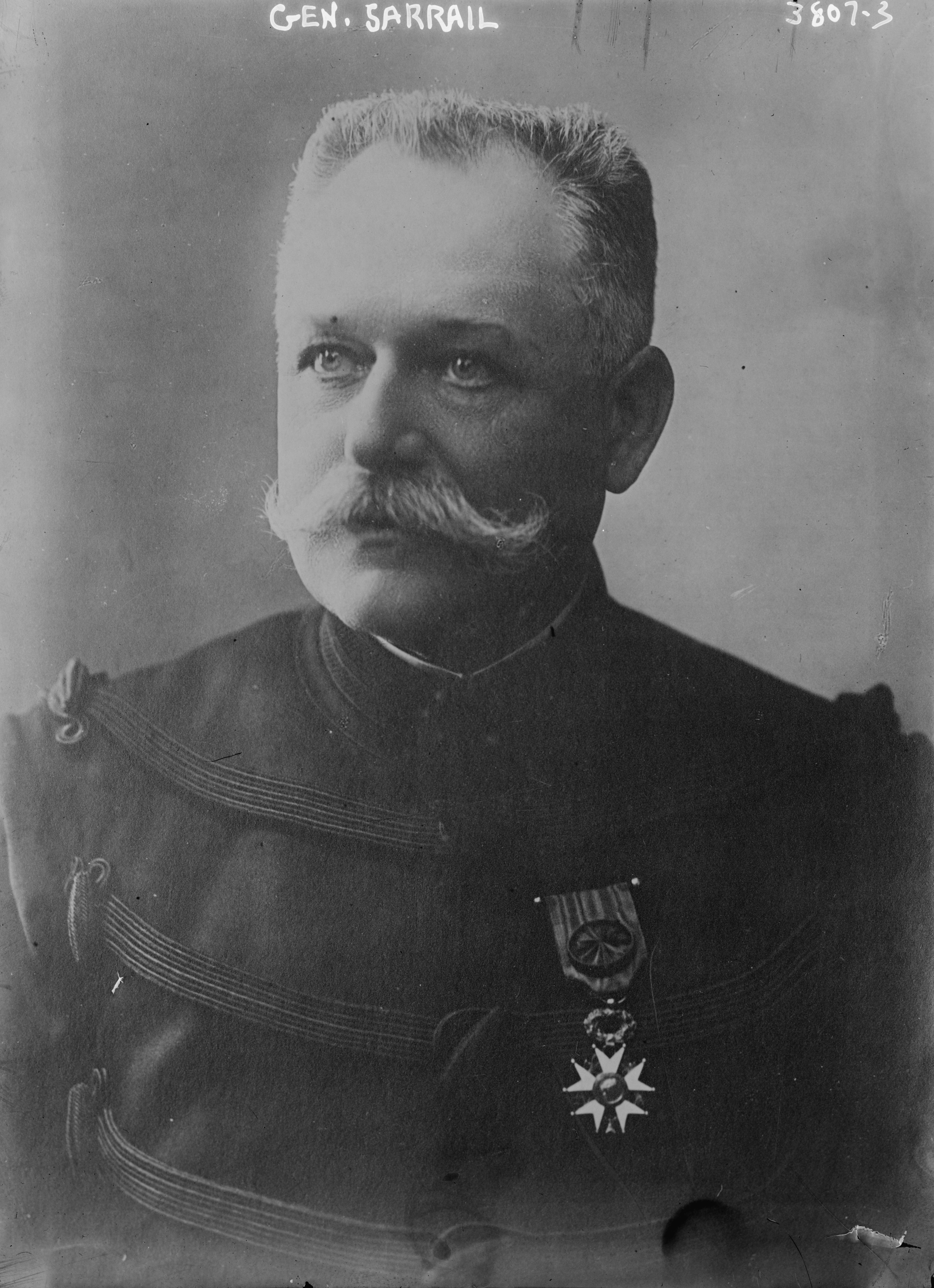
المفوض السامي موريس بول ساراي.

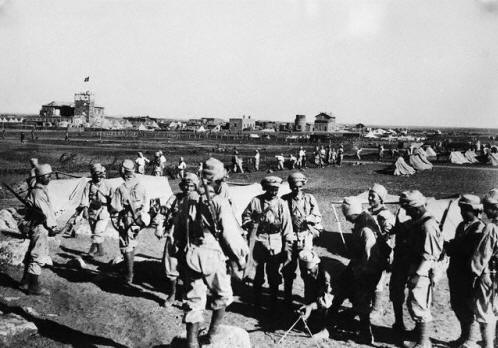
قوات الاحتلال الفرنسي

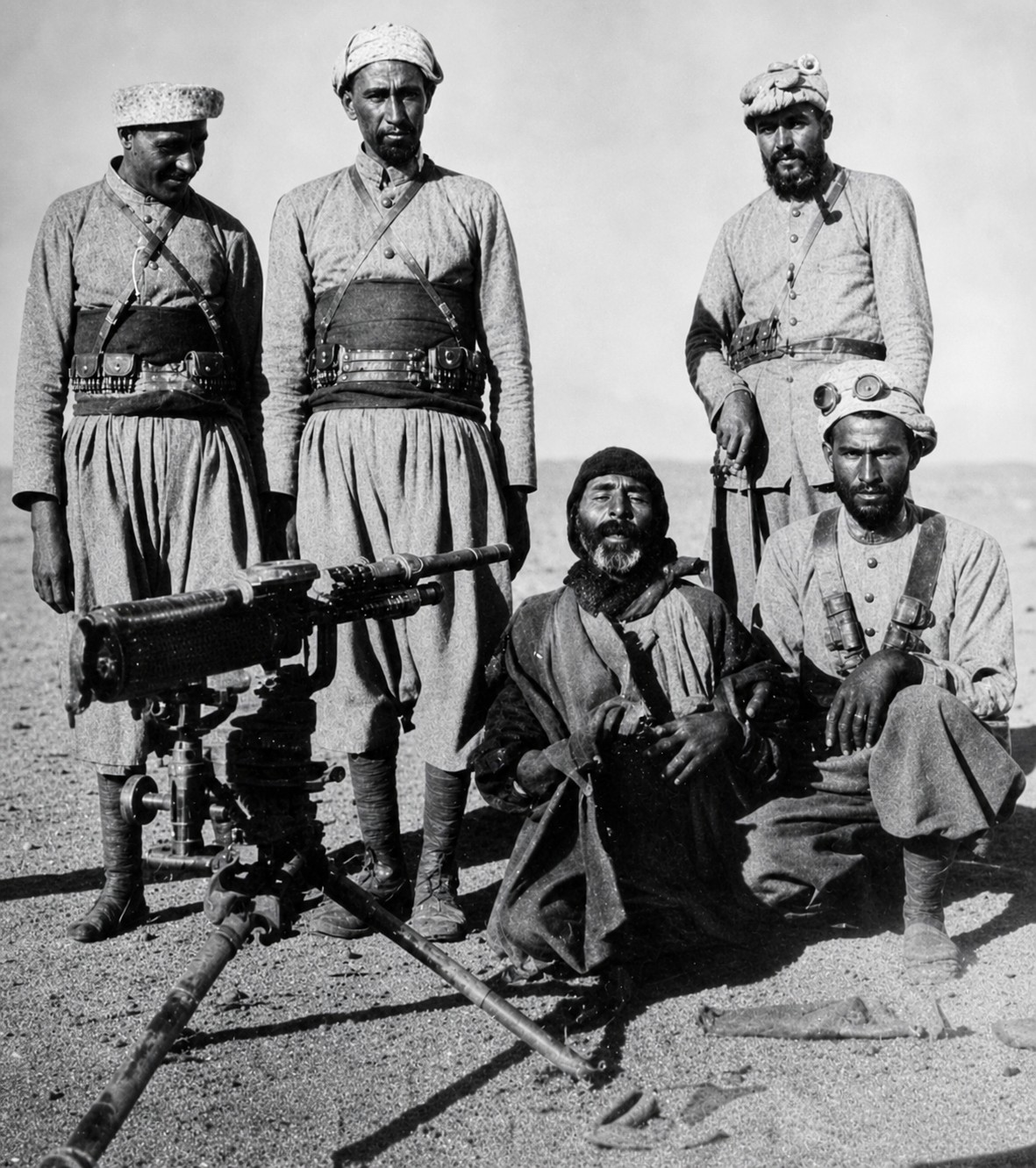
المجاهد حسن العبد السلامة لحظة إعدامه من قبل الاحتلال الفرنسي.

تمت اتصالات بين زعماء الثورة السورية الكبرى وبعض الوطنيين من أبناء الفرات ومنهم محمد بك العيّاش الذي اجتمع في دمشق مع الدكتور عبد الرحمن الشهبندر زعيم حزب الشعب وبحث معه موضوع مد الثورة إلى منطقة الفرات وفتح جبهة ضد الفرنسيين لتشتيت قواتهم،  عاد بعدها محمد العيّاش من دمشق وبدأ يعد العدة بإثارة غيرة وحماسة أهالي مدينة دير الزور، واتفق مع أخيه محمود على أن يذهب إلى قرى عشيرة البو سرايا التي تقطن غربي مدينة دير الزور ويجمعهم علاقة صداقة قوية مع والده عياش الحاج، وأن يشكل معهم مجموعات ثورية لضرب القوات الفرنسية.
استطاع محمد العيّاش أن يشكل مجموعة ثورية مؤلفة من ثلاثة عشر رجلاً مسلحاً كانوا على أهبة الاستعداد للقيام بأي عمل عسكري ضد الفرنسيين وهم:
1. محمود العيّاش
2. حكمي العبد السلامة - قرية الشميطية.
3. عزيز العلي العبد السلامة - قرية الشميطية.
4. حاج علي العبد السلامة - قرية الشميطية.
5. حسن العبد السلامة - قرية الشميطية.
6. حمزة العبد السلامة - قرية الشميطية.
7. اصلبي المسعود العبد الجليل - قرية الشميطية.
8. خليف الحسن المحمد - قرية الخريطة.
9. أسود الحمدان - قرية الخريطة.
10. أحمد الحسن - قرية الخريطة.
11. حميد السلطان - قرية الخريطة.
12. عبد الله الخلف الإبراهيم - من أهالي دير الزور.
13. حمد بن رديني - عشيرة البكارة.

فيما كان بعض الأشخاص يعملون مع الفرنسيين في مراكز الترجمة وغيرها ولكنهم في خدمة الثوار حيث كانوا يأتون بالأخبار لمحمد العيّاش عن أوضاع وتحركات الفرنسيين ونشاطاتهم وعن توقيت عملياتهم العسكرية ويقوم محمد العيّاش بتوجيه الثوار لضرب القوات الفرنسية.
وفي أحد الأيام أعلم المترجمون محمد بك العيّاش بأن سيارة عسكرية تقل أربعة ضباط فرنسيين قدموا من فرنسا لتفقد دوائر الإنشاءات العسكرية الفرنسية في سورية ولبنان برفقة سائقهم الفرنسي ستغادر دير الزور في طريقها إلى حلب، وبعد الاستقصاء عن المناطق المناسبة لنصب كمين لهؤلاء الضباط، أعطى محمد العيّاش تعليماته لأخيه محمود بنصب كمين في منطقة عين البوجمعة على طريق دير الزور الرقة حيث يخترق الطريق العام في هذا المكان وادياً عميقاً جداً وعليه جسر حجري ضيق، وهو ممر إجباري للذهاب من دير الزور إلى حلب وبالعكس.
وعندما وصلت السيارة العسكرية هجم الثوار عليها وألقوا القبض على الضباط واقتادوهم مع سيارتهم بعد أن غنموا أسلحتهم إلى مكان جنوب مكان الحادثة في البادية يسمى «العكيصية»، وألقوا بهم مع سائقهم في أحد الآبار المهجورة حيث لفظوا أنفاسهم الأخيرة، وكان ذلك في مطلع شهر حزيران عام 1925 ثم انسحبوا إلى شواطئ الفرات حيث الغابات والجزر النهرية.

جن جنون الفرنسيين بفقدان الاتصال بضباطهم وبدأت حملة كبيرة اشتركت بها الطائرات الفرنسية للبحث عنهم، وعندما عثروا على جثثهم واستدلوا من مخبريهم عن أسماء الثوار، تحركت قوة عسكرية كبيرة اشتركت فيها المدافع والطائرات، وطوقت عشيرة البوسرايا، وقامت طائرات فرنسية بقصف منازل العشيرة قصفاً مدمراً، وتهدمت البيوت على رؤوس الأطفال والنساء واشتعلت النيران في المزروعات والبيادر، وهلكت الماشية فكان قصفاً مرعباً ومدمراً والخسائر البشرية والمادية جسيمة، كل ذلك من أجل الضغط على الأهالي لتسليم الثوار، وقد سقط نتيجة لهذا القصف بعض الشهداء ومنهم، «حنش الموسى العاني»، «علي النجرس»، وامرأة كانت حاملاً، ومن الجرحى العشرات الذين أصيبوا بالرصاص وبشظايا قنابل الطائرات.
وعندما اقتنع الفرنسيون بأن القصف لا يجدي لجأوا إلى وسيلة دنيئة فيها الكثير من الخسة والنذالة حيث هددوا باعتقال نساء الثوار وأمهاتهم وأخواتهم حتى يسلَم الثوار أنفسهم للفرنسيين، وعندما وصل الخبر إلى الثوار وقع عليهم كالصاعقة، إلا أن شرف العربي تهون دونه الأرواح، فخرجوا من مخابئهم وسلموا أنفسهم وهم مرفوعي الرأس فسلمت العذارى والنساء من الغدر المبيت.
جرت محاكمة الثوار في مدينة حلب ووكلت أسرة عيّاش الحاج المحامي فتح الله الصقال للدفاع عنها مقابل مئة ليرة ذهبية،  واستمعت المحكمة إلى (الكابتن بونو) رئيس الاستخبارات الفرنسية بدير الزور الذي قال: إذا كان كل من الأشقياء، الذين اقترفوا هذا الجرم الفظيع يستحق الموت مرة واحدة فإن محمد العياش زعيم العصابة يستحق الشنق مرتين.
أصدر المفوض السامي الفرنسي في بيروت موريس بول ساراي قراراً برقم 49 اس/ 5 آب 1925 بنفي جميع أفراد أسرة عياش الحاج إلى مدينة جبلة وحكم على محمود العيّاش مع إثنا عشر من رفاقه بالإعدام وتم تنفيذ حكم الإعدام رمياً بالرصاص في 15 ايلول 1925 في مدينة حلب، كما حكم على محمد العيّاش بالسجن لمدة 20 عاماً في جزيرة أرواد في محافظة طرطوس.

## وفاته

قصيدة الشاعر محمد الفراتي في رثاء المجاهد عياش الحاج.
[https://archive.org/details/Ayash-Alhaj/mode/2up?view=theater طالع القصيدة.

بعد فترة قصيرة من إقامة عائلة عياش الحاج في جبلة استغلت السلطات الفرنسية تردد عياش الحاج على مقهى خارج المدينة ودبرت من دس له السم في قهوته، ومانعت السلطات الفرنسية نقل جثمانه إلى ديرالزور لأسباب تتعلق بالأمن العام، ودفن في جبلة في مسجد السلطان إبراهيم الأدهم، ليتنفس الفرنسيون الصعداء بعد وفاته لأن الحوادث التي كانت تقع في منطقة الفرات، كانت تجري برأيه وأمره وهو في منفاه، وأقيمت صلاة الغائب على روح هذا المجاهد الشهيد في كافة البقاع السورية.
وعند سماع خبر استشهاده خرج أهالي دير الزور في مظاهرات يهتفون:
وقد رثاه العديد من شعراء دير الزور ومنهم الشاعر محمد الفراتي الذي كان في العراق حينها وقال فيه:
كما قيل فيه:

كما قيلت فيه العتابة:
بقيت عائلة عيّاش الحاج في مدينة جبلة حتى صدور قرار العفو الفرنسي عام 1929 وعادوا بعدها إلى مدينة دير الزور.

## انظر أيضًَا
| - دير الزور. - جبلة. - الحاج فاضل العبود. - محمد بك العايش. | - الثورة السورية الكبرى. - الانتداب الفرنسي. - عبد الرحمن الشهبندر. - سلطان باشا الأطرش. | - حسن الخراط. - صالح العلي. - موريس بول ساراي. - فتح الله الصقال. | - محمد الفراتي. - فوزي القاوقجي. - إبراهيم هنانو. - إبراهيم بن أدهم. |

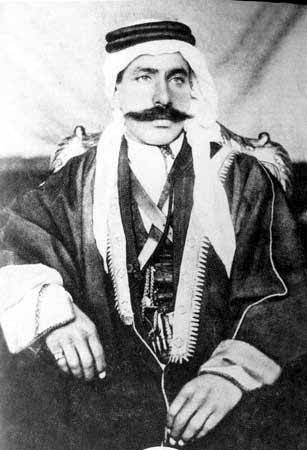
القائد سلطان باشا الأطرش، جبل العرب.
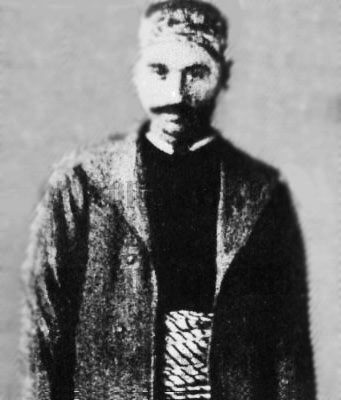
المجاهد حسن الخراط، غوطة دمشق.
الزعيم ابراهيم هنانو، ادلب.
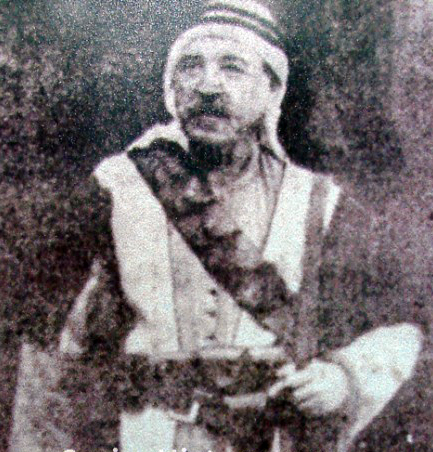
الشيخ صالح العلي، اللاذقية.
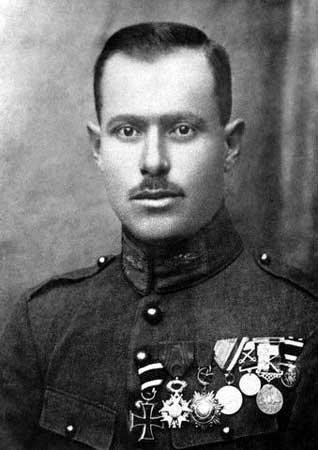
القائد فوزي القاوقجي، حماة.
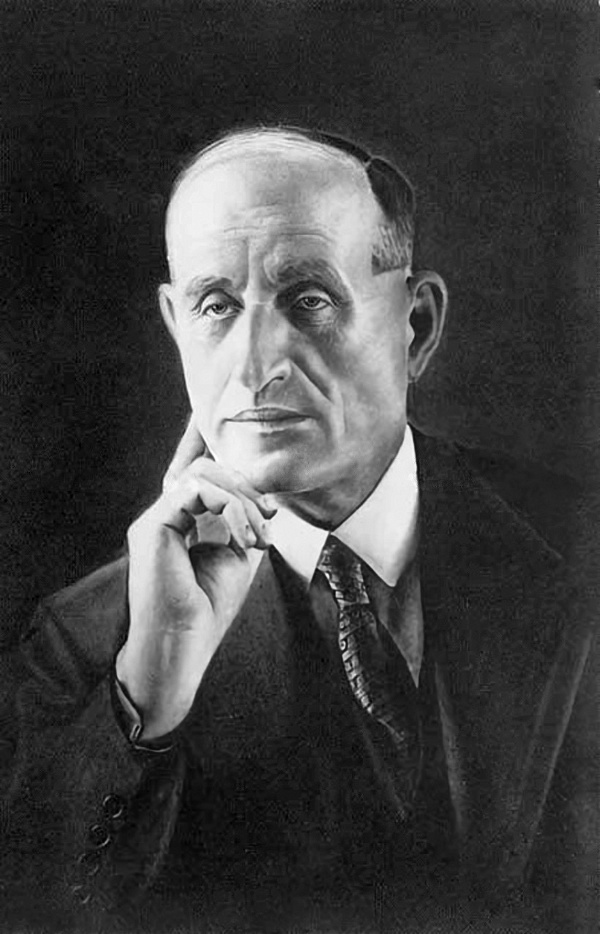
الدكتور عبد الرحمن الشهبندر، دمشق.

## وصلات خارجية
| - مجلة المعرفة. - صحيفة القدس العربي. - السيرة الذهبية - دير الزور. - ديوان الفراتي - الجزء الأول. | - تاريخ دير الزور. - اعدام بالجملة - فتح الله الصقال. - مجلة منارة الفرات. - جريدة الفرات. | - موقع سورية الإلكتروني. - الهيئة العامة للإذاعة والتلفزيون - سورية. - مجلة الأديب. - صحيفة الثورة. | - صحيفة البناء. - شبكة المعلومات السسورية القومية الاجتماعية. - موقع أزمنة. - صحيفة الوطن. |